# Alex Sceberras Trigona

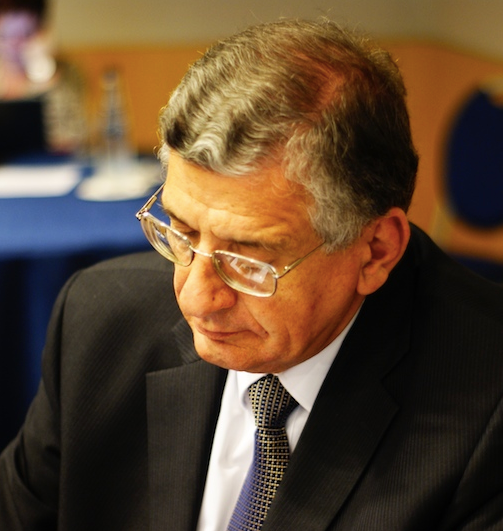
Alex Sceberras Trigona, 2012

Alexander „Alex“ Sceberras Trigona, dei Baroni di Castel Cicciano, Baron di Montagna di Marzo (* 3. März 1950 in Sliema) ist ein maltesischer Politiker der Partit Laburista (PL).

## Leben
Alex Sceberras Trigona promovierte 1973 zum LL.D. [Dr. Jur.] mit einer Dissertation über „Verfassungsänderung und die Maltesische Verfassung“, welche den Grundstein für die grundlegenden Verfassungsänderungen von 1974 legte, die Malta von einer konstitutionellen Monarchie (damals mit der britischen Königin als Staatsoberhaupt) in eine Republik verwandelten.
Er erhielt ein Rhodes-Stipendium der Universität Oxford, wo er Politikwissenschaft, Philosophie und Volkswirtschaftslehre studierte; sein Studium schloss er mit einer Dissertation zum Thema „Die anglo-maltesische Krise von 1971–1972“ ab, in der er an einem konkreten Beispiel einen originellen multidisziplinären Ansatz für internationale Beziehungen erarbeitete.
Alex Sceberras Trigona war Senior Lektor für Internationales Privatrecht an der Juristischen Fakultät der Universität Malta; er hielt Vorlesungen zum Thema „Kleine Staaten: die internationale Dimension der öffentlichen Politik“ für Staatsbeamte und über „Diplomatie und Diplomatische Praxis“ und „Höhere Diplomatie-Studien“ für Studenten des Studienganges „Internationale Beziehungen“.
Alex Sceberras Trigona ist Senior Fellow an der Mediterranean Academy for Diplomatic Studies (MEDAC) und ein Pionier für internationale Fernstudienkurse im Internet mit der DiploFoundation, die er mitgründete. Er unterrichtete außerdem an der MEDAC Kurse über theoretische und angewandte Diplomatie.
Sceberras Trigona wurde durch den Board of Governors des Malta Arbitration Centres für die Kommission für International Commercial Arbitration gemäß dem maltesischen Arbitration Act, Chapter 387 of 1996 ab 2007 nominiert.
In seinem Amt als International Secretary der Young Socialists’ League in Malta und als International Secretary der Partit Laburista in den 1970er Jahren hat Sceberras Trigona Malta bei der Konferenz der Sozialistischen Internationalen und bei damit zusammenhängenden internationalen Veranstaltungen weltweit vertreten. Er arbeitete eng mit Willy Brandt zusammen, um die Sozialistische Internationale von einer europa-zentrierten Organisation in eine wirklich internationale zu transformieren. Als Premierminister Dom Mintoffs Sondergesandter warb er beständig für Maltas Bedeutung als regionales Zentrum für Frieden und Sicherheit im Mittelmeerraum. In diesem Amt wurde er auch mit den verschiedenen bilateralen Verhandlungen über für Malta strategisch wichtige Themen beauftragt.
Für mehr als ein Jahrzehnt war er Herausgeber der monatlichen politisch-ökonomisch-kulturellen Zeitschrift IL-HSIEB. Er war Gründungsdirektor des Mediterranean Conference Centre, Direktor der Bank of Valletta und akademischer Rat an der American University in Cairo, an der er den Unterricht für petrotechnische Ingenieure aus Nordafrika und dem Nahen Osten im Fach internationale Beziehungen leitete.
Als Außenminister (1981–1987) verhandelte er mit Maltas regionalen Nachbarn Italien, Frankreich, Algerien und Libyen über Maltas Neutralitätsverträge und danach mit den zwei Supermächten dieser Zeit: den Vereinigten Staaten von Amerika und der UdSSR. Er stellte sicher, dass Maltas Neutralität durch Finanzverträge großzügig unterstützt wurde, die er mit Italien, der EWG, der Volksrepublik China, Libyen, dem Königreich Saudi-Arabien, den Vereinigten Arabischen Emiraten und Kuwait aushandelte. Er errang sogar die Anerkennung und Unterstützung für Maltas Neutralität durch die Bundesrepublik Deutschland in verschiedenen Treffen mit dem damaligen Außenminister Hans-Dietrich Genscher und Staatsminister Jürgen Möllemann.
Er initiierte eine Serie von Mittelmeerraum-Außenministerkonferenzen für die Blockfreien Länder des Mittelmeerraums – allgemein als signifikante Vertrauensbildungsmaßnahme auf dem Höhepunkt des Kalten Krieges gepriesen. Die erste Außenministerkonferenz wurde 1984 in Valletta, Malta, die zweite 1987 in Brijuni, Jugoslawien, und die dritte 1990 in Algier, Algerien, veranstaltet.
Im Auftrag Maltas errang, sicherte und besetzte Sceberras Trigona 1983/1984 für einen Zeitraum von zwei ganzen Jahren einen Sitz im Sicherheitsrat der Vereinten Nationen in New York – das erste und einzige Mal seit Maltas Unabhängigkeit. Er setzte sich mit aller Kraft für die friedliche Lösung von Konflikten ein: ganz allgemein und besonders im Nahen Osten und im Mittelmeerraum.
Er förderte und vertrat Maltas Sache zur Gebietsabgrenzung des Kontinentalsockels vor dem Internationalen Gerichtshof in Den Haag gegen Libyen. Das führte zu einem Gerichtsurteil, das die Investitionsmöglichkeiten für Ölproduzenten sicherte, indem eine feststehende Nord-Süd-Trennungslinie für einen Teil des Kontinentalsockels definiert wurde. Das Urteil wurde von beiden Parteien angenommen und durch ihre entsprechenden Ratifikationsvorgänge bestätigt und bildet nun einen Teil der maltesischen Gesetze in Chapter 316 unter dem Titel: „The Malta-Libya Continental Shelf Delimitation (Ratification) Act“. Sceberras Trigona hatte auch Maltas Einspruch im Gerichtsverfahren zwischen Italien und Tunesien am Internationalen Gerichtshof erfolgreich vertreten.
Er vertrat Malta viele Jahre und leitete die verschiedenen politischen, Sicherheits- und Wirtschaftsdelegationen, die zahlreiche bilaterale Abkommen mit nahen und entfernten Ländern verhandelten. Er schloss auch multilaterale Verträge wie beispielsweise mit der EWG, dem Europarat, der Konferenz über Sicherheit und Zusammenarbeit in Europa (KSZE), den Vereinten Nationen und ihren Unterorganisationen, dem Commonwealth und der Blockfreien-Bewegung. Er betonte dabei beständig die Bedeutung und Wichtigkeit der Mittelmeerraum-Dimension und förderte ebenso Maltas Interessen.
Sceberras Trigona schloss einen Vertrag mit dem Heiligen Stuhl über freie Sekundarschulen in Malta. Um für die Ratifikation einiger bestimmter Verträge zu sorgen, entwarf und leitete er die Verabschiedung des Vertragsratifizierungsgesetzes, das jetzt als Ratification of Treaties Act im Chapter 304 in den Gesetzen Maltas enthalten ist. Er war zu Beginn der 1980er Jahre Mitglied des Parlamentssonderausschusses über die Verfassung, und bahnte den Weg für die Einführung einer Neutralitätsklausel in die Verfassung und 1987 für neue Regeln über die Mehrheit bei Wahlen.
Er wurde als Ratsmitglied in die Interparlamentarische Union in Genf gewählt und setzte sich für die Gründung einer Konferenz über Zusammenarbeit und Sicherheit im Mittelmeerraum [„CSCM“] ein, was zur Gründung der Parlamentarischen Vereinigung des Mittelmeerraums [„PAM“] in Malta führte. Er koordinierte eine Reihe von Treffen des „Euro-Arabischen Parlaments-Dialogs“. Eines dieser Treffen fand 1997 in der Parlaments-Kammer Maltas statt.
In der Parlamentarischen Versammlung des Europarates in Straßburg wurde er von der Fraktion der Europäischen Sozialisten zu ihrem Vertreter im „Überwachungsausschuss für die Einhaltung der Verpflichtungen der Mitgliedsstaaten“ gewählt. In Straßburg war Sceberras Trigona für mehrere Jahre ein aktives Mitglied des Rechtsausschusses der Parlamentarischen Versammlung des Europarates. Er wurde auch zum parlamentarischen Berichterstatter für Freihandelsabkommen in Europa und darüber hinaus gewählt.
Als Vorsitzender des Parlamentsausschusses für Soziales führte er im Zusammenhang sowohl mit anstehenden Gesetzentwürfen, als auch um bestehende Gesetze zu überprüfen, ein neues System von „Anhörungen“ in Malta ein, bei dem Arbeitgeberverbände, Gewerkschaften und Konsumentenorganisationen aktiv um Rat gefragt und von beiden Seiten des Parlaments genau geprüft wurden, insbesondere hinsichtlich des Gesundheitsschutz- und Arbeitssicherheitsgesetzes und Bestimmungen am Arbeitsplatz.
Im Parlament – in dem er sowohl den 10. als auch den 4. Wahlkreis vertreten hat – unterstützte er besonders die Verabschiedung des Elektronische Kommunikations- (Regulierungs-) Gesetzes, heute Chapter 399 der Gesetze Maltas; er hob hervor, dass Maltas Gesetze zum Schutz geistigen Eigentums entsprechend dem digitalen Zeitalter verbessert und angepasst werden müssen, welche dann endlich in den Chapters 414–417 zusammen mit der Einführung des Elektronischen Handels-Gesetzes in Chapter 426 gesetzlich gefasst wurden.
Er wurde auch als Ehrengast für Internetführung und -überwachung zum Welt-Gipfeltreffen über die Informationsgesellschaft der Vereinten Nationen in Genf (2003) und Tunis (2005) eingeladen. Er gibt Trainingskurse über dieses Spezialthema für Diplomaten, bei denen er Gesetzgebung, Wirtschaftswissenschaft und Technologie vereint, für den Commonwealth in verschiedenen Regionen der Welt, für CAPRICOM in Trinidad, für den Europarat in Straßburg, und in Frankreich sowohl für den Ministerrat als auch für dort akkreditierte Botschafter; für UNECA das UN Economic Committee for Africa (UN-Wirtschaftsausschuss für Afrika) in Addis Abeba in Äthiopien als auch für die Golfstaaten. Er unterrichtete Diplomaten und Ingenieure berufsübergreifend in den Jahren 2008 und 2009, damit sie die Komplexität der Internetführung meistern können, und um sie auf das „4. Globale Internetführungs-Forum“ vorzubereiten, welches unter der Schirmherrschaft der Vereinten Nationen in Scharm asch-Schaich in Ägypten im November 2009 veranstaltet wurde.
Er organisierte und unterrichtete Trainingskurse für Diplomaten über Sicherheitspolitik in Asien, in Europa und für das GCSP und das Golf-Forschungszentrum in Genf und hielt regelmäßig Kurse über die demokratische Kontrolle der bewaffneten Streitkräfte in osteuropäischen und zentralasiatischen Ländern.
Er startete 2007 auf den Malediven eine innovative Herangehensweise in der Klimawandel-Debatte, indem er erfolgreich den Klimawandel mit den Menschenrechten verknüpfte, und fand die Unterstützung der Alliance of Small Island States. Diese Verknüpfung wird jetzt vom UN-Menschenrechtsrat in Genf offiziell diskutiert und weitergeführt.
Sceberras Trigona wurde seit 2007 von der EU-Kommission eingeladen, ihre Diplomaten regelmäßig und jährlich in Brüssel zu trainieren: „multi-stakeholder-Diplomatie“, Diplomatie und Internetführung sowie über die diplomatische Dimension der globalen Klimawandels-Verhandlungen post-2012 für den Europäischen Auswärtigen Dienst.
Im August 2008 wurde er wieder zum Sekretär für internationale Angelegenheiten der Malta Labour Party gewählt und vertrat die Partei bei mehreren bilateralen Treffen mit Schwesterparteien sowie auf mehreren internationalen Konferenzen, die von der Partei der Europäischen Sozialisten (PES), der Sozialistischen Internationale (SI) organisiert wurden und auf den regelmäßig stattfindenden Treffen des China-Europa politische Parteien-Forums auf hoher Ebene.
Er organisierte hochrangige Treffen für den Führer der Opposition (und späteren Premierminister) Joseph Muscat, unter Anderen mit Chinas Vize-Präsident Xi Jinping 2010 in Peking, mit SPD-Generalsekretär Sigmar Gabriel 2011 in Berlin, mit dem Sekretär der italienischen Partito Democratico Pier Luigi Bersani 2009, mit François Hollande 2012 in Paris, bevor er zum Staatspräsidenten Frankreichs gewählt wurde, und mit dem Präsidenten des Nationalen Übergangsrats Mustafa Abd al-Dschalil 2012 in Tripolis.
Im März 2009 wurde er ins Europäische Juristen-Netzwerk Eusonet berufen und sprach auf mehreren regelmäßig in Brüssel sowie in Dresden abgehaltenen Treffen unter anderem über eine neue EU-Gesetzgebung zum europäischen Vertragsrecht und über Immigration.
Im Mai 2010 wurde er in den Vorstand des in Brüssel ansässigen Wissenschaftlichen Beirats der Stiftung für europäische progressive Studien (FEPS) gewählt – eine Vereinigung der progressiven Expertenkommissionen der europäischen Mitgliedsstaaten, die sich mit Forschungen zu rechtlichen, volkswirtschaftlichen, politischen und Sicherheits-Angelegenheiten befassen. Auf der FEPS-Konferenz „Aufruf an Europa“, die 2011 in der Bibliothèque Solvay stattfand, startete er eine Initiative, die Arbeit des neu gegründeten Europäischen Auswärtigen Diensts (EEAS) jährlich und kritisch zu überprüfen.
Auf der FEPS-Konferenz „Renaissance für Europa“, die im März 2012 in Paris und im Februar 2013 in Turin stattfand, stellte er Vorschläge zur Stärkung der Kooperation im Mittelmeerraum, und zur Stärkung der Anerkennung und Anwendung der sozialen Rechte in Europa durch den neuerdings rechtswirksamen Internationalen Pakt über wirtschaftliche, soziale und kulturelle Rechte vor. Auf der Leipziger FEPS-Konferenz „Renaissance für Europa“ im Mai 2013, auf der auch das 150. Jubiläum der SPD festlich begangen wurde, präsentierte er Vorschläge zur Weiterentwicklung und Stärkung von Europas Energiesicherheit durch Investitionen in Unterwasserstromkabel von Nordafrika nach Europa über Malta.
Nachdem die Partit Laburista am 9. März 2013 in die Regierungsverantwortung zurückgewählt wurde, wurde Sceberras Trigona zum Sondergesandten des Premierministers berufen, und am 15. Oktober überreichte er außerdem sein Beglaubigungsschreiben als Botschafter bei der Welthandelsorganisation (WTO) in Genf.
Er ist in Malta als Notar in der Rechtsanwaltskanzlei Sceberras Trigona & Sceberras Trigona in Valletta tätig. Er ist mit Johanna geborene Borg verheiratet und hat zwei Töchter: Alexia und Angela.
Sceberras Trigona ist außerdem als Dozent am GULF Research Center tätig.